# Santosia
Santosia es un género monotípico de plantas de la familia de las asteráceas. Su única especie: Santosia talmonii es originaria  de Brasil, donde se encuentra en la Caatinga y  la Mata Atlántica, distribuidas por Bahia.

## Descripción
Las plantas de este género solo tienen disco (sin rayos florales) y los pétalos son de color blanco, ligeramente amarillento blanco, rosa o morado (nunca de un completo color amarillo).

## Taxonomía
Santosia talmonii fue descrita por  (B.L.Rob.) R.M.King & H.Rob.  y publicado en Phytologia 45: 463. 1980.
Sinonimia
- Eupatorium pseudolaeve Soar.Nunes		basónimo[5]